# Bulelwa Madekurozwa
Bulelwa Madekurozwa, née en 1972, est une peintre zimbabwéenne.

## Biographie
Née en 1972, elle étudie dans les années 1990 à l'École polytechnique de Harare (en), avant de rejoindre l'université du Zimbabwe.
En 1998 elle participe à l'exposition Contemporary art in Zimbabwe. Amsterdam.
Madekurozwa est interviewée en 2017 à l'occasion de la journée internationale des femmes.